# Dendrobium spurium
Dendrobium spurium är en orkidéart som först beskrevs av Carl Ludwig von Blume, och fick sitt nu gällande namn av Johannes Jacobus Smith. Dendrobium spurium ingår i släktet Dendrobium, och familjen orkidéer. Inga underarter finns listade i Catalogue of Life.

## Bildgalleri

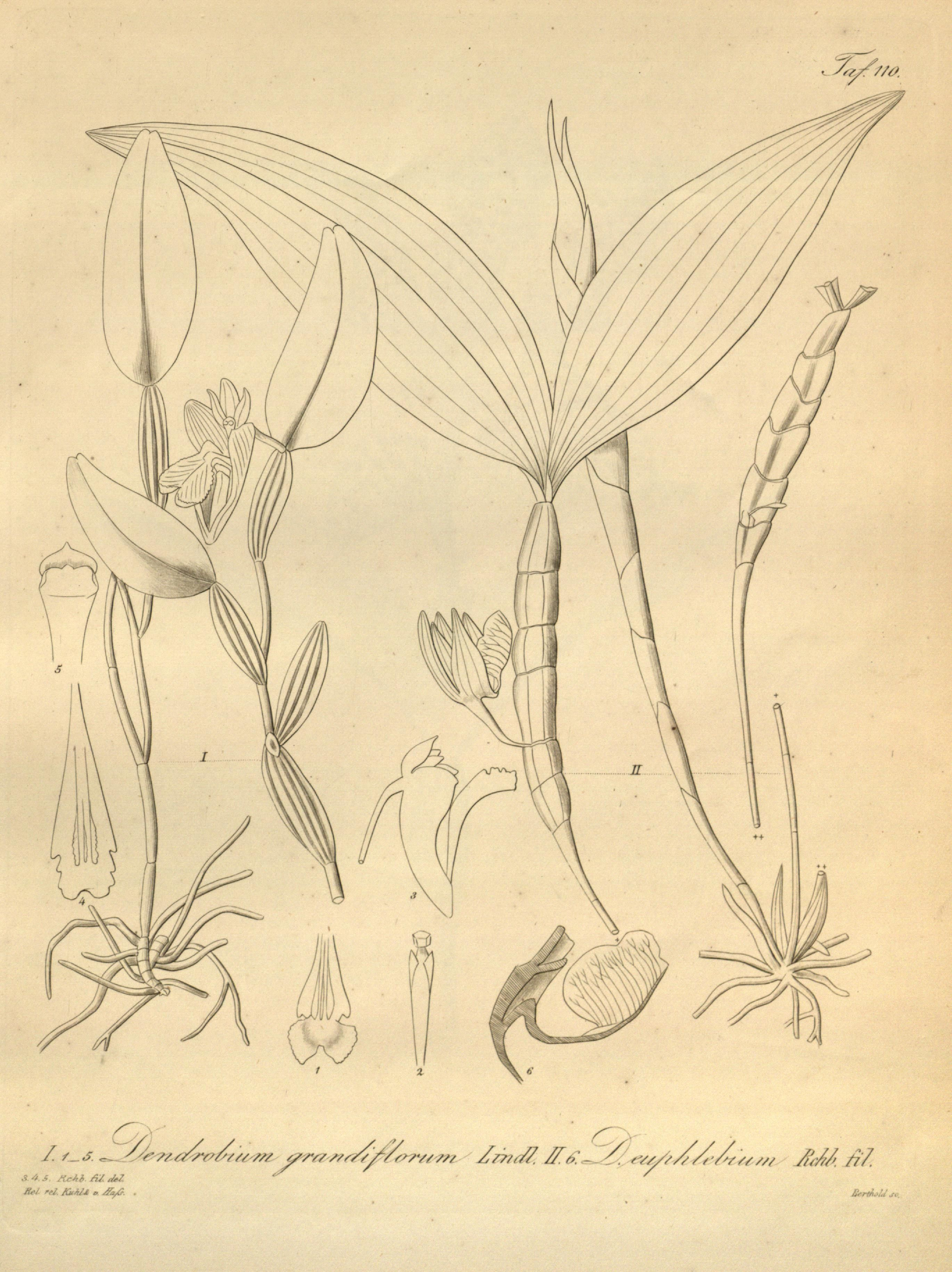